# Lista błędów poznawczych
Błąd poznawczy – ogólne określenie nieracjonalnego sposobu postrzegania rzeczywistości. Poniższa lista przedstawia najpowszechniejsze takie błędy zidentyfikowane u ludzi. Faktycznie u każdego człowieka można zaobserwować większość z nich. Wpływają one na sposób formułowania poglądów, podejmowania decyzji biznesowych i prowadzenia badań naukowych. Większość z nich jest szkodliwa, niektóre mogą prowadzić do katastrofalnych skutków (jak efekt pominięcia).
Tylko niektóre z nich pozwalają w pewnych sytuacjach szybciej podejmować decyzje (jak efekt kongruencji czy efekt skupienia). Przyczyną pojawiania się takich błędów są często ograniczone zasoby poznawcze, brak czasu lub motywacji do formułowania poprawnych sądów oraz pragnienie zachowania dobrego samopoczucia.

## Błędy w zachowaniu i podejmowaniu decyzji
- Efekt autorytetu – poleganie wyłącznie na autorytecie[1].
- Efekt czystej ekspozycji – wytworzenie pozytywnej opinii czy oceny obiektu pod wpływem samego zwiększenia liczby kontaktów z tym obiektem.
- Efekt Dunninga-Krugera – iluzja wiedzy, tendencja osób niewykwalifikowanych do przeceniania swojej wiedzy, oraz osób doświadczonych do jej zaniżania.
- Efekt izolacji – tendencja do lepszego zapamiętywania obiektów, które w jakiś sposób wyróżniają się ze środowiska.
- Efekt kontrastu – subiektywne zwiększenie lub zmniejszenie obserwowanych cech obiektu w zależności od porównania z wcześniej obserwowanym obiektem.
- Efekt litery z imienia – tendencja do preferowania liter występujących we własnym imieniu lub nazwisku.
- Efekt niepotrzebnych informacji – tendencja do zbierania dodatkowych informacji nawet wtedy, gdy nie mogą one mieć wpływu na podejmowaną decyzję.
- Efekt Pollyanny – tendencja do myślenia o rzeczach przyjemnych i poszukiwania pozytywnych aspektów w każdej sytuacji, przy jednoczesnym ignorowaniu aspektów przykrych lub nieprzyjemnych
- Efekt pominięcia – tendencja do oceniania szkodliwych działań jako gorsze i bardziej niemoralne niż równie szkodliwy brak działania i bezczynność.
- Efekt posiadania – tendencja do oceniania posiadanych rzeczy jako bardziej wartościowe niż identyczne nieposiadane.
- Efekt potwierdzenia – tendencja do poszukiwania wyłącznie faktów potwierdzających posiadaną opinię, a nie weryfikujących ją[1].
- Efekt przywiązania – korzystanie ze zbyt mało różnorodnych źródeł informacji[1].
- Efekt pseudopewności – tendencja do unikania ryzyka przy dążeniu do pozytywnych rezultatów, a szukania ryzyka przy dążeniu do uniknięcia analogicznych negatywnych rezultatów.
- Efekt skupienia – błąd w ocenie wynikający ze zwracania nadmiernej uwagi na jeden aspekt i ignorowania innych aspektów.
- Efekt statusu quo – tendencja do akceptowania rzeczy takich, jakimi aktualnie są.
- Efekt ślepej plamki – tendencja do niezauważania błędów we własnej ocenie rzeczywistości.
- Efekt wspierania decyzji – tendencja do lepszego pamiętania argumentów przemawiających za podjętą już decyzją niż przeciwko niej.
- Efekt wyniku – tendencja do oceniania decyzji na podstawie znanych później ich rezultatów, zamiast na podstawie informacji znanych w momencie podejmowania tych decyzji.
- Efekt wyświadczonej przysługi – tendencja do zmiany postawy na bardziej przyjazną w stosunku do osób, dla których z własnej woli zrobiło się coś dobrego.
- Efekt wiarygodności – ocenianie wiarygodności argumentów na podstawie zgodności wniosków z wcześniejszymi założeniami[1].
- Efekt zaprzeczania – tendencja do krytycznego weryfikowania informacji, które zaprzeczają dotychczasowym opiniom, przy jednoczesnym bezkrytycznym akceptowaniu informacji, które je potwierdzają.
- Efekt zerowego ryzyka – ocenianie redukcji ryzyka do zera jako bardziej wartościowej, niż wynikałoby to z wyceny samego ryzyka.
- Hiperboliczne obniżenie wartości – tendencja do przedkładania wcześniejszych zysków nad późniejsze tym silniej, im oba zyski są bliżej obecnej chwili.
- Ignorowanie prawdopodobieństwa – tendencja do ignorowania zasad rachunku prawdopodobieństwa przy podejmowaniu decyzji w niepewnych sytuacjach.
- Iluzja pieniądza – błędne określenie wartości pieniądza (np. przy porównywaniu cen), nie uwzględniające inflacji.
- Iluzja wstrząsu – tendencja do przeceniania długości lub intensywności swoich przyszłych stanów emocjonalnych.
- Klątwa wiedzy – tendencja do niezdawania sobie sprawy, że ktoś może nie posiadać takiej samej wiedzy.
- Niechęć do straty – tendencja do przykładania większego wysiłku do unikania strat niż do uzyskiwania analogicznych zysków.
- Racjonalizacja zakupu – tendencja do przekonywania post-factum samych siebie o wartości dokonanego zakupu.
- Selektywna percepcja – tendencja do zaburzania percepcji przez oczekiwania.
- Skrzywienie zawodowe – tendencja do oceniania rzeczy z punktu widzenia swojej profesji, z ignorowaniem szerszego punktu widzenia.
- Zasada podczepienia – tendencja do robienia czegoś (i wierzenia w coś) dlatego tylko, że wiele osób tak robi. Powiązany z zachowaniem stadnym i modą.
- Zjawisko G.I. Joe – przekonanie, że wiedza na jakiś temat powoduje, że mamy już jakąś umiejętność.
- Złudzenie kontroli – przekonanie o możliwości wpływania na sytuacje, na które w rzeczywistości żadnego wpływu się nie ma.
- Złudzenie planowania – tendencja do niedoceniania kosztów i czasu wykonania przyszłego zadania.

## Błędy w przekonaniach i ocenie prawdopodobieństwa
- Błąd asocjacji – tendencja do przenoszenia cech jednego podmiotu na inny, tylko dlatego że występują obok siebie.
- Błąd koniunkcji – tendencja do przypisywania bardziej szczegółowym warunkom większego prawdopodobieństwa niż bardziej ogólnym.
- Efekt antropiczny – tendencja do niezauważania wpływu sposobu obserwacji na jej wyniki statystyczne.
- Efekt nadrzędności przekonań – tendencja do podporządkowywania swoich opinii na różne tematy jednej konkluzji, tak aby nie zachodziły między nimi dylematy.
- Efekt obserwatora – nieświadome zaburzanie wyników eksperymentu przez naukowca oczekującego jakiegoś wyniku.
- Efekt pewności wstecznej – nazywany efektem „wiedziałem-że-tak-będzie”; ocenianie przeszłych wydarzeń jako bardziej przewidywalnych niż rzeczywiście były.
- Efekt polaryzacji – możliwość użycia tych samych (neutralnych) faktów do umocnienia zarówno pozytywnej, jak i negatywnej opinii na jakiś temat.
- Efekt przekonania – ocenianie poprawności argumentacji na podstawie zgodności konkluzji z własnymi opiniami, zamiast na podstawie faktycznej logiczności argumentów.
- Efekt skupienia uwagi – ignorowanie potrzeby zebrania miarodajnych danych przy badaniu występowania korelacji i powiązań.
- Efekt subaddytywności – tendencja do szacowania prawdopodobieństwa całości jako niższego niż prawdopodobieństwo poszczególnych części.
- Heurystyka reprezentatywności – ocena prawdopodobieństwa zdarzenia na podstawie innego zdarzenia (lub innej informacji), któremu przypisuje się rolę reprezentatywną; wówczas stopień reprezentatywności danej przesłanki okazuje się często zbyt wysoki[2].
- Heurystyka dostępności – tendencja do przypisywania większego prawdopodobieństwa zdarzeniom, które szybciej przychodzą do głowy (ostatnie wydarzenia lub wywołujące większe emocje).
- Heurystyka zakotwiczenia – tendencja do zbytniego kierowania się wartością początkową do oszacowania wartości końcowej (np. zbyt optymistyczne przypisywanie szansy sukcesu całego projektu, jeśli składają się na nań wysoko prawdopodobne zdarzenia łączne oraz zbyt pesymistyczne przypisywanie prawdopodobieństwa porażki, jeśli na projekt składają się mało prawdopodobne zdarzenia rozłączne)[2].
- Iluzja grupowania – tendencja do zauważania wzorców lub korelacji tam, gdzie w rzeczywistości ich nie ma.
- Paradoks hazardzisty – zakładanie, że prawdopodobieństwo losowych zdarzeń zależy od poprzednich losowych zdarzeń („rzucana moneta ma pamięć”).
- Pozytywna retrospekcja – tendencja do oceniania przeszłych zdarzeń lepiej, niż się je oceniało, gdy zachodziły (zobacz: autowaloryzacja).
- Zaniedbywanie miarodajności – tendencja do dokonywania oceny na podstawie danych, o których wiadomo, że nie mają znaczenia statystycznego.
- Zasada szczyt-koniec – tendencja do oceniania doświadczeń wyłącznie na podstawie ich najsilniejszego bodźca (pozytywnego lub negatywnego) oraz efektu końcowego, z ignorowaniem intensywności i liczby pozostałych bodźców.
- Zjawisko Baader-Meinhof – iluzja, w której słowo, nazwa lub rzecz, która niedawno zwróciła na siebie uwagę, wydaje się wkrótce potem pojawiać z nieprawdopodobną częstotliwością.

## Stereotypy społeczne
- Błąd przypisania cech – tendencja do oceniania własnej osobowości, zachowania i humorów jako bardziej zmiennych i mniej przewidywalnych niż u innych.
- Efekt grupy – lepsze traktowanie ludzi, którzy przynależą do tej samej grupy co my.
- Efekt aureoli – tendencja do wpływania oceny jednej cechy osoby (np. urody) na ocenę innych jej cech (np. kompetencji).
- Efekt horoskopowy – tendencja do oceniania jako precyzyjne opisów osób/zdarzeń, które w rzeczywistości są wystarczająco ogólne, żeby odnosić się do wielu osób/zdarzeń.
- Złudzenie ponadprzeciętności – tendencja do zakładania przy dowolnej ocenie, że samemu jest się powyżej średniej.
- Efekt projekcji – tendencja do zakładania większego poparcia dla własnych poglądów i wyznawanych wartości niż faktycznie występuje.
- Egocentryzm – przypisywanie przy wspólnym osiągnięciu sobie większych zasług niż wynikałoby z obiektywnej oceny sytuacji.
- Fenomen sprawiedliwego świata – twierdzenie, że świat jest w jakiś sposób sprawiedliwy i ludzie dostają to na co zasłużyli.
- Iluzja asymetrycznego wglądu – tendencja do oceniania własnej wiedzy na temat innych jako głębszą i bardziej dokładną niż wiedza innych o nas.
- Iluzja przejrzystości – tendencja ludzi do uważania, że ich stan psychiczny jest widoczny dla innych w większym stopniu niż w rzeczywistości.
- Podstawowy błąd atrybucji – tendencja do tłumaczenia sukcesów i porażek innych ludzi wyłącznie ich cechami wewnętrznymi (np. charakterem), przy ignorowaniu czynników zewnętrznych (środowiska).
- Samospełniające się przewidywania – nieświadome wykonywanie działań doprowadzających do efektów wcześniej uznanych za najbardziej prawdopodobne.
- Tendencja samoobronna – tendencja do tłumaczenia własnych porażek wpływem środowiska i tłumaczenia sukcesów swoimi cechami wewnętrznymi.
- Efekt jednorodności grupy obcej – ocenianie członków własnej grupy jako bardziej zróżnicowanych niż członkowie innych grup.